# 美國駐韓國大使館
美國駐韓大使館（英語：Embassy of the United States, Seoul；：／ Juhan Miguk Daesagwan */?）是美國在大韓民國設置的外交代表機構，館址為該國首都首爾特別市的鐘路區世宗大路188號，美國駐韓大使擔任使領館館長。該館在韓國亦設有美國駐釜山領事館。

## 歷史

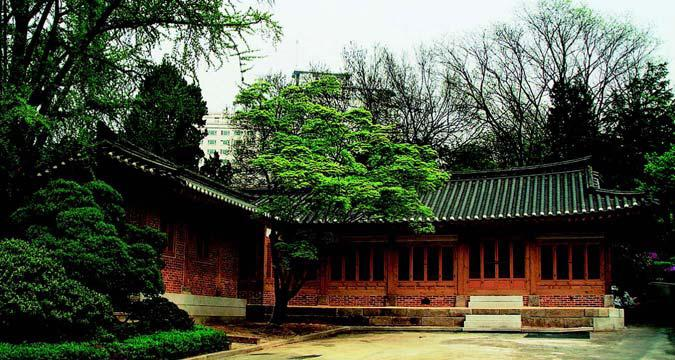
第一代美國公使館。

美國與朝鮮半島的外交關係始於1870年代，1883年起，首任美國駐朝鮮公使上任，對李氏王朝亦設有公使館，以位於德壽宮附近的一棟別墅當成公使官邸，用地是1888年時由李朝交予美國使用的。目前該地擁有者為美國聯邦政府，其上有一棟建於1974年、以美國前駐韓大使菲力普·哈比卜命名的傳統韓屋，仍作為大使住所之用。
隨著日本在1895年甲午戰爭中擊敗清朝、1905年日俄戰爭中取得勝利而成為強權後，朝鮮隨即於1910年起進入日本殖民時期，並結束了作為獨立國家的地位。在《日韓合併條約》實施之下的美國大使館很快就裁撤了，一關就是將近40年。1945年第二次世界大戰結束、日本投降後，因為美國陸軍在漢城設置了軍政廳、使朝鮮直接處於美國佔領之下，而未設立外交代表機構。1948年大韓民國建國、並獲得美國承認後，才重新開張了駐韓大使館，使用一棟出租的飯店當成辦公處。

### 韓戰

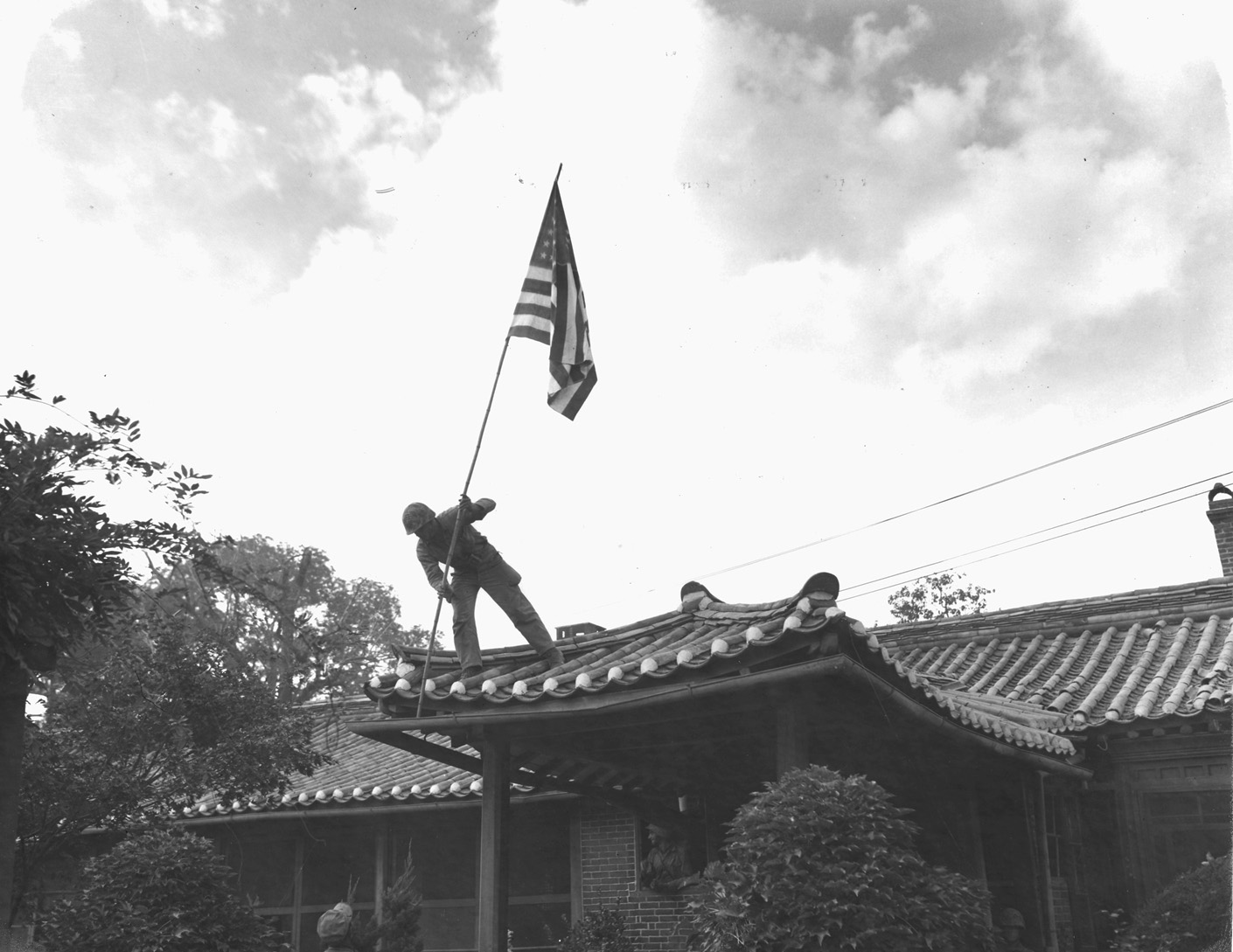
1950年9月27日，一名美國海軍陸戰隊隊員在漢城的舊美國公使館插上星條旗。

1950年韓戰爆發3日之內，朝鮮人民軍就勢如破竹地佔領了京畿地區多個城鎮，美國大使館搶在漢城陷落之前往南疏散。9月15日仁川登陸後，美國海軍陸戰隊的1團2營E連才在9月26日時，以聯合國軍的身分奪回了開戰前設在半島酒店（반도호텔）5樓的美國大使館辦公室，但1951年新年之後，首都又被中國人民志願軍和朝鮮軍派兵攻佔，4月時聯軍也再度進城。兩軍的拉鋸戰隨著1953年7月的《朝鲜停战协定》才宣告平息，而美國大使館也在歷經波折之後重回漢城。

### 韓戰結束至今
1962年，現今作為大使館館舍的大樓落成，但最初是美國國際開發署（USAID）的辦事處，多年後才交給大使館。該樓在同個街區的北邊還有一棟格局相近、外觀構造也類似的姊妹樓，當年亦為國際開發署的所屬建築，目前則已交還韓國政府，當成文化體育觀光部的辦公大樓。該樓所處的位置相當於首爾中央，鄰近韓國政府多個部會的集中地帶，僅管在完工時是市內最高、也較近代化的建築物之一，但其規模對今天的大使館業務需求而言已嫌過小且陳舊。
另設新館的計畫已於1980年代時就在進行了，但由於美國國會對經費的討論、與韓政府的溝通不良和兩國官方對選址的爭辯而使得時程一再後延。1986年時美方買下了京畿女高在美大使住所附近校區的地，這同時受到韓國政府的鼓勵，當時也認為該地能打造成大使館新址。但地方社區團體很快就展開反彈，表示這對當地的社區景觀會帶來極負面的影響。而目前的方案，則是提倡利用駐韓美軍龍山基地內被美國陸軍讓出的地作為使館新址。

## 角色
美國駐韓大使館向來對大韓民國的政治具有高度影響力。朝鮮的潛在威脅、駐韓美軍的活動等議題都促成了此一現象。韓國解嚴之後，美國大使館的週邊常成為民眾集會遊行的地點，尤其是韓美之間產生具有爭議的事件或新聞動態之後，甚至會有較為激烈的示威，而鎮暴警察在大使館前的出現也不是罕見現象。

## 釜山領事館
美國駐釜山領事館於1999年關閉後，直到2007年2月才創立了網頁版線上分處來處理業務。同年10月，美國在該市的代表處才重新使用「領事館」（영사관）作為韓語名稱，並設於釜山的一棟辦公大樓內。釜山領事館不核發美國簽證，這類業務全部交由首爾的大使館辦理。

## 外部連結
- 美國駐韓大使館 （页面存档备份，存于）
- 美國駐釜山領事館 （页面存档备份，存于）